# 샤론 실리
샤론 캐서린 실리(영어: Sharon Kathleen Sheeley, 1940년 4월 4일 ~ 2002년 3월 17일)는 미국계 작곡가이다. 글렌 캠벨, 리키 넬슨, 브렌다 리, 약혼남 에디 코크런의 노래를 쓴 바 있다.

## 생애
뉴포트비치의 뉴포트 하버 고등학교 재학중 청소년 모델로 간간히 일했다. 할리우드로 건너가 연예인들과 만나고 노래를 지었다. 첫 작품은 리키 넬슨이 녹음한 〈Poor Little Fool〉. 1958년 이 곡은 리키의 첫 미국 1위 곡이었으며 또한 빌보드 핫 100 최초의 1위 곡이었다. 이로써 당시 18세였던 실리는 미국에서 1위 히트곡을 지은 최연소 여성이 되었다.
에디 코크런의 매니저 겸 작곡협력자 제리 케이프하트가 곧 실리의 이해를 보살펴주었고, 코크런과 그녀는 사귀기 시작했다. 코크런에게 〈Love Again〉과 〈Cherished Memories〉, 에디의 형제 밥 코크런과 1959년 히트곡 〈Somethin' Else〉를 작곡해주었다. 리치 밸런스의 〈Hurry Up〉에도 작곡가로 이름을 남겼다.
1960년 4월 코크런과 진 빈센트가 순회공연을 하던 와중 영국으로 관광을 와 그들과 함께했다. 보도되던 바로 그녀와 코크런은 "비공식적으로 약혼했다." 프로듀서 잭 굿과 〈Homework〉을 녹음하기도 했다. 1960년 4월 16일 야반에 실리, 빈센트, 코크런은 브리스톨에서 출발하여 런던 히스로 공항으로 향하는 택시를 대절했다. 택시는 윌트셔 주 치프넘 인근에서 타이어 파열로 가로등을 들이받았다. 세 명 모두 긴급히 병원으로 이송되었다. 차량 밖으로 튕겨나간 코크런은 심한 뇌손상을 당하여 이튿날 사망, 향년 21세였다. 실리는 골반이 박살났고 빈센트는 늑골과 쇄골이 부서졌으며 그렇지 않아도 약했던 다리에 더욱 큰 손상을 입었다.
사고가 있은 후 미국으로 귀국한 그녀는 음악가 겸 작곡가 재키 데샤논과 협력하여 수많은 히트곡을 작곡해냈다. 브렌다 리의 〈Dum Dum〉과 〈Heart in Hand〉, 더 플리트우드의 〈He's The Great Imposter〉, 어마 토마스의 〈Breakaway〉가 대표적이다. 더 서처스의 크리스 커티스와 공동작곡을 행하여 폴 라이언과 베리 라이언이 녹음한 〈Night Time〉 등을 지었다.
1961년 로스앤젤레스 디스크자키 지미 오닐과 결혼한다. 이들은 ABC-TV 시리즈물 《신디그!》를 창작해낸다. 비록 5년 뒤 이혼했지만 친구로 남았다. 이혼 뒤 음악계에서 물러앉고 1990년대 코크런 행사에서 가끔 대중에 모습을 비추기만 했다. 2000년 8월 RPM 레코드에서 1960년대 초 글렌 캠벨, 덜레이니 브램릿, 리언 러셀, 데이비드 게이츠, 할 블레인, 허브 앨퍼트 등 세션 음악가가 취입한 그녀의 저작을 묶은 선집을 발매했다.
5일간 뇌일혈과 싸운 끝에 2002년 5월 17일 셔먼 옥스 병원 의료 센터에서 62세를 일기로 물고했다.

## 매체상에서
1988년 리바이 스트라우스 & 코퍼레이션의 상업광고 '501 레인지' 중에는 시드 매카트니가 연출한 〈Eddie Cochran〉편이 존재한다. 샤론 데블린이 연기한 실리가 리바이스 바지 덕으로 코크런을 매혹시켰다고 말하는 것이 그 줄거리.
1987년 영화 《라 밤바》에서는 로사나 로크가 실리를 연기한다.

## 참고 문헌
- Sheeley, Sharon (2010). 《Summertime Blues》. Ravenhawk Books. ISBN 978-1-893660-18-2.